# Нижня (Челябінська область)
Нижня (рос. Нижняя) — селище залізничної станції у Кунашацькому районі Челябінської області Російської Федерації.
Входить до складу муніципального утворення Усть-Багарякське сільське поселення. Населення становить 50 осіб (2010).

## Історія
Від 1930 року належить до Кунашацького району, спочатку в складі Башкирської АРСР, а відтак Челябінської області.
Згідно із законом від 12 листопада 2004 року органом місцевого самоврядування є Усть-Багарякське сільське поселення.

## Населення
| 2002 | 2010 |
| ---- | ---- |
| 66   | ↘50  |